# Limnothalassa Kotychi, Brinia
Limnothalassa Kotychi, Brinia este o arie protejată (arie specială de conservare — SAC, sit de importanță comunitară — SCI) din Grecia întinsă pe o suprafață de 1.280,9 ha, integral pe uscat.

## Localizare
Centrul sitului Limnothalassa Kotychi, Brinia este situat la coordonatele 38°00′31″N 21°18′09″E / 38.008615°N 21.302576°E.

## Înființare
Situl Limnothalassa Kotychi, Brinia a fost declarat sit de importanță comunitară în august 1996 pentru a proteja 2 specii de animale. Situl a fost protejat și ca arie specială de conservare în martie 2011.

## Biodiversitate
Situată în ecoregiunea mediteraneană, aria protejată conține 6 habitate naturale: Terase mlăștinoase și terase nisipoase neacoperite de apă la reflux, Lagune de coastă, Vegetație anuală la limita mareei, Salicornia și alte specii anuale care populează regiunile mlăștinoase și nisipoase, Tufărișuri halofile mediteraneene și termo-atlantice (Sarcocornetea fruticosi), Dune mobile cu vegetație embrionară.
La baza desemnării sitului se află mai multe specii protejate:
- pești (1): Aphanius fasciatus
- reptile (1): șarpele cu patru dungi (Elaphe quatuorlineata)

Pe lângă speciile protejate, pe teritoriul sitului au mai fost identificate 3 specii de amfibieni, 3 specii de mamifere, 1 specie de pești, 5 specii de reptile.